# とから型巡視船
とから型巡視船（とからがたじゅんしせん、英語: Tokara-class patrol vessel）は海上保安庁の巡視船の船級。分類上はPM型（Patrol Vessel Medium=中型巡視船）、公称船型は350トン型。

## 来歴
1999年の能登半島沖不審船事件において、当時配備されていた海上保安庁の巡視船艇では、高速かつ重武装の北朝鮮工作船への対応が困難であることが明らかとなった。このことから海上保安庁は、遠隔操作型JM61 20mm多銃身機関砲による精密射撃能力と、30ノット以上の高速力を備えた、警備機能強化型の中・小型巡視船の整備を計画した。これによって開発された中型巡視船（PM）が本型である。
やはり能登半島沖不審船事件の影響で建造された高速特殊警備船が不審船対応任務に特化しているのに対し、本型は、東シナ海および九州北方海域において、外国漁船の監視や不法入国・薬物密輸の取り締まり、海難救助なども行えるよう、汎用性を向上する一方で、船価低減も両立するよう要求された。結果として、高速特殊警備船をわずかに上回る程度の船価に収められている。なお、平成20年度計画での船価は24.5億円であった。

## 設計

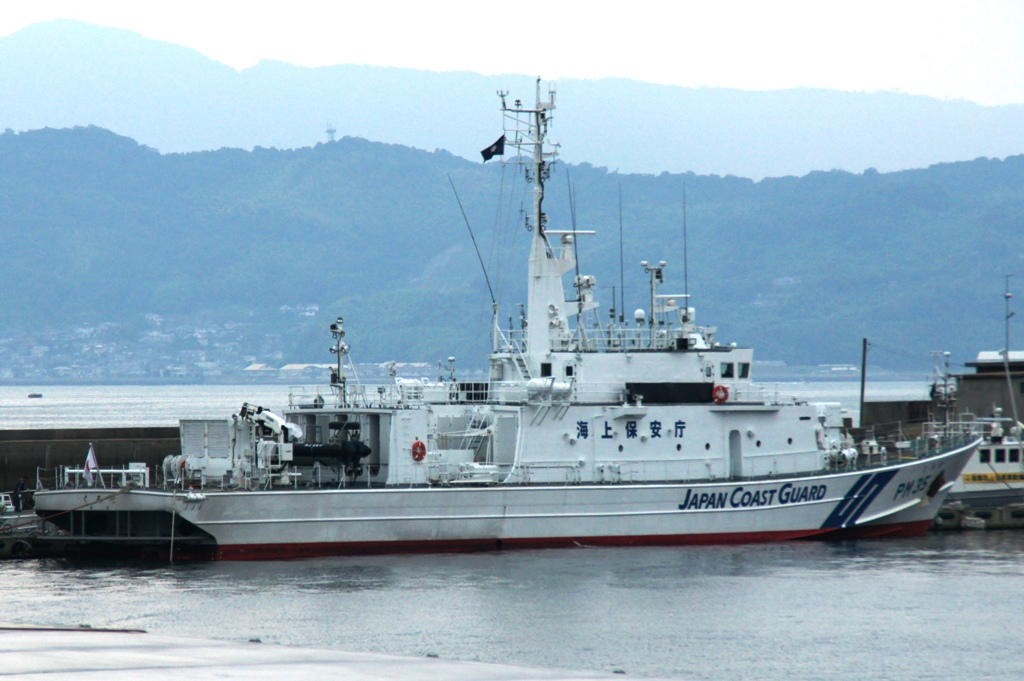
船尾側からの船影

設計にあたっては、180トン型PSおよび高速特殊警備船の設計を土台として検討がなされており、半滑走船型、フレームライン形状は角型とされている。前任のあまみ型と比して幅と上部構造を拡大しており、船首ブルワークを廃止しつつも優れた凌波性を実現している。また船質も、高張力鋼から軽合金に変更された。

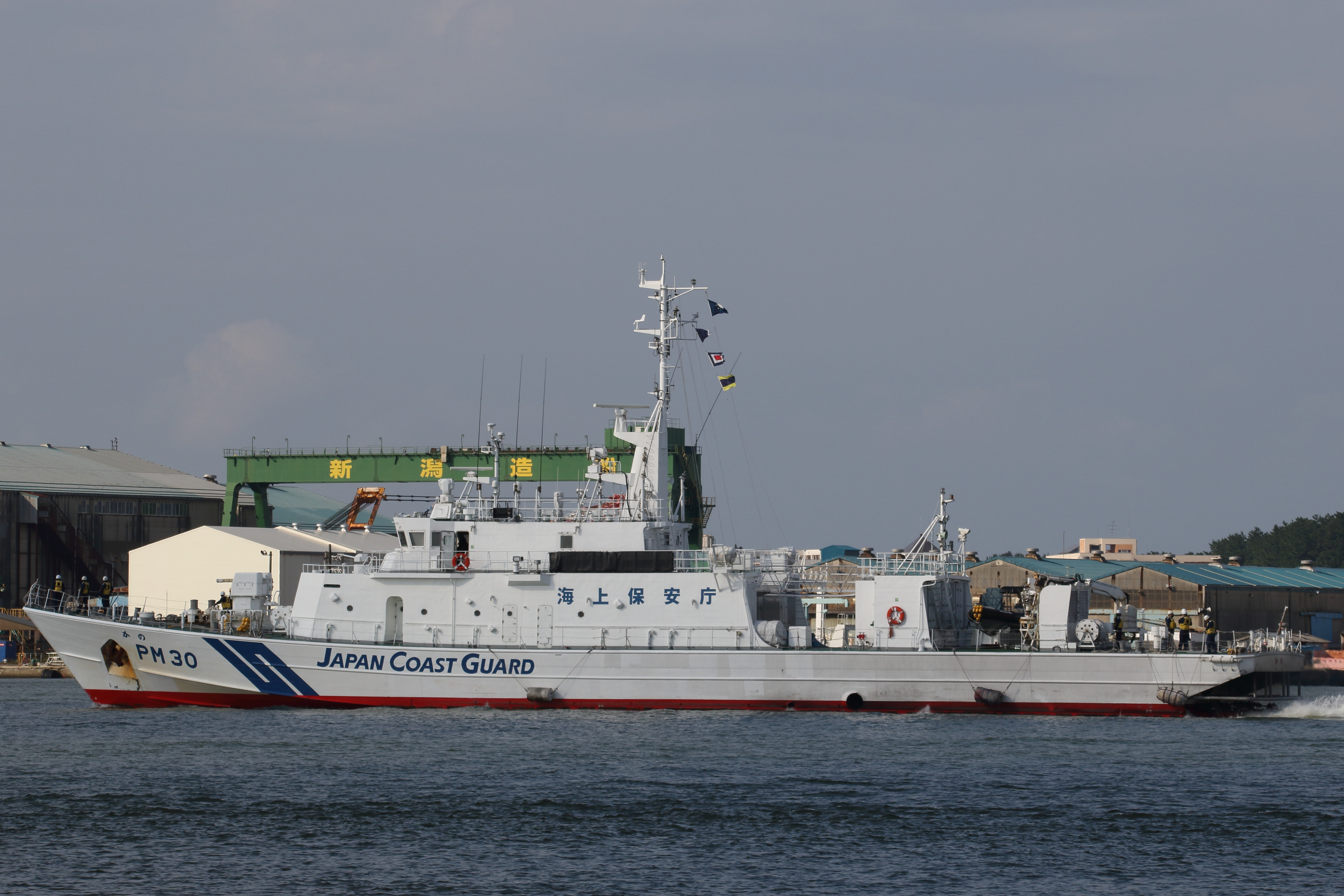
新潟港に入港する「かの」

主機関はニイガタ16V20FX高速ディーゼルエンジン3基、合計出力は15,000馬力、3基の三菱重工製ウォータージェット推進器を駆動する。これは高速特殊警備船と同じ主機出力であるが、より大型の船型で同等の速力を確保する必要から、船体重量の軽減を図っている。警備救難部管理課と装備技術部船舶課によって検討がなされ、3基のウォータージェットのうち中央軸の推力偏向装置を省くほか、船殻や機関部、配線、備品類など、あらゆる部分について軽量化がなされた。17番船「くなしり」就役の際の公式資料で、速力は35ノット以上とされており、京都新聞が「えちぜん」を取材した際の報道や毎日新聞社の報道でも、とから型の最大速力は「時速64キロメートル（35ノット）以上」とされている。
なお、中型巡視船としては初めて公称速力30ノットを越えたことから、高速航行時の振動は想定を超える過酷なものとなっており、船橋は縦揺れが比較的少ない船体中央部に配され、体のホールド性に優れたハイバックシートが採用されたほか、船体各所に応力の計測器を設置するなど、180トン型PSで得られたノウハウが反映されている。
主電源としてはディーゼル発電機2基を搭載しており、通常は1基のみを、出入港時には2基を駆動する。非常用電源としては、劣化判定装置付きのシール型（制御弁式）鉛蓄電池を2群を備えている。

## 装備
主武装としては、高速特殊警備船と同様、船首甲板にJM61-RFS 20mm多銃身機銃の単装マウントを備えている。これは操舵室上の赤外線捜索監視装置との連接によって目標追尾型遠隔操縦機能（RFS）を備えており、遠距離において精密な射撃を行なうことを可能としている。このRFS連接の遠隔操作型20mm機関砲システムは、一世代前の警備重視型巡視船である、あまみ型やびざん型、みはし型にもバックフィットされており、本型の建造開始と同年に発生した九州南西海域工作船事件において、その威力を実証した。
操舵室上には、RFSの一部となる自動目標追尾・監視機能を備えた赤外線捜索監視装置のほか、遠隔監視採証装置も後日装備された。またマスト上にはレーダーのほか、船名判別暗視機能付き探照灯が装備されている。上部構造物前端部には遠隔操作式の高圧放水銃、操舵室側面には停船命令等表示装置（電光掲示板）を装備している。なお船尾甲板に設置された搭載艇揚降装置は、本型で初めて装備化されたもので、乗員が乗り込んでから数分で複合艇を発進させることができる。

## 同型船
平成22年度計画でも更に2隻の建造が計画されたが、実現しなかった。
| 計画年度 | 船番号 | 船名     | 造船所                   | 竣工・配属替え | 所属                 | 退役       | 備考                      |
| -------- | ------ | -------- | ------------------------ | -------------- | -------------------- | ---------- | ------------------------- |
| 平成13年 | PM21   | とから   | ユニバーサル造船京浜工場 | 2003年3月12日  | 串木野（第十管区）   |            |                           |
| 平成13年 | PM22   | ふくえ   | 三菱重工業下関造船所     | 2003年3月12日  | 五島（第七管区）     |            |                           |
| 平成14年 | PM23   | おいらせ | 三井造船玉野造船所       | 2004年3月18日  | 青森（第二管区）     |            |                           |
| 平成18年 | PM24   | ふじ     | ユニバーサル造船京浜工場 | 2008年4月30日  | 御前崎（第三管区）   |            |                           |
| 平成18年 | PM25   | えちぜん | ユニバーサル造船京浜工場 | 2008年4月30日  | 敦賀（第八管区）     |            |                           |
| 平成18年 | PM25   | むろみ   | ユニバーサル造船京浜工場 | 2020年6月26日  | 福岡（第七管区）     | 潜水指定船 |                           |
| 平成18年 | PM26   | きくち   | ユニバーサル造船京浜工場 | 2009年2月17日  | 門司（第七管区）     |            |                           |
| 平成18年 | PM27   | よしの   | ユニバーサル造船京浜工場 | 2009年3月26日  | 徳島（第五管区）     |            |                           |
| 平成18年 | PM28   | いすず   | ユニバーサル造船京浜工場 | 2009年3月26日  | 鳥羽（第四管区）     |            | 潜水指定船 救難強化巡視船 |
| 平成18年 | PM29   | やまくに | ユニバーサル造船京浜工場 | 2009年6月29日  | 大分（第七管区）     |            | 潜水指定船                |
| 平成19年 | PM30   | かの     | ユニバーサル造船京浜工場 | 2009年12月16日 | 下田（第三管区）     |            |                           |
| 平成19年 | PM31   | あぶくま | ユニバーサル造船京浜工場 | 2010年3月8日   | 福島（第二管区）     |            |                           |
| 平成19年 | PM32   | みなべ   | ユニバーサル造船京浜工場 | 2010年3月8日   | 田辺（第五管区）     |            | 潜水指定船                |
| 平成20年 | PM33   | まつうら | ユニバーサル造船京浜工場 | 2010年9月14日  | 唐津（第七管区）     |            |                           |
| 平成20年 | PM33   | まつうら | ユニバーサル造船京浜工場 | 2024年1月13日  | 佐世保（第七管区）   |            |                           |
| 平成20年 | PM34   | ちくご   | ユニバーサル造船京浜工場 | 2010年12月1日  | 佐世保（第七管区）   |            |                           |
| 平成20年 | PM35   | くろせ   | ユニバーサル造船京浜工場 | 2011年4月5日   | 呉（第六管区）       |            |                           |
| 平成20年 | PM35   | みやこ   | ユニバーサル造船京浜工場 | 2013年8月7日   | 宮古島（第十一管区） |            |                           |
| 平成20年 | PM35   | はりみず | ユニバーサル造船京浜工場 | 2018年12月25日 | 宮古島（第十一管区） | 潜水指定船 |                           |
| 平成20年 | PM36   | おきつ   | ユニバーサル造船京浜工場 | 2011年6月28日  | 清水（第三管区）     |            | 潜水指定船                |
| 平成21年 | PM37   | くなしり | ユニバーサル造船京浜工場 | 2012年2月20日  | 根室（第一管区）     |            |                           |
| 平成21年 | PM38   | おおみ   | ユニバーサル造船京浜工場 | 2012年5月31日  | 仙崎（第七管区）     |            |                           |
| 平成21年 | PM39   | おくしり | ユニバーサル造船京浜工場 | 2013年3月29日  | 函館（第一管区）     |            |                           |
| 平成21年 | PM40   | なつい   | ユニバーサル造船京浜工場 | 2013年6月27日  | 福島（第二管区）     |            |                           |
| 平成21年 | PM40   | まべち   | ユニバーサル造船京浜工場 | 2019年1月8日   | 八戸（第二管区）     |            |                           |

## 登場作品
『海猿シリーズ』
『LIMIT OF LOVE 海猿』
「とから」が登場。鹿児島港沖にて、カーフェリー「くろーばー号」が座礁する海難事故が発生したことを受け、現場海域へ急行し救助活動にあたる。
『THE LAST MESSAGE 海猿』
「きくち」と「やまくに」が登場。福岡沖にて、天然ガス採掘プラント「レガリア」にドリルシップが衝突する事故が発生したことを受け、現場海域へ急行し救助活動にあたる。